# Кройцлінген
Кройцлінген (нім. Kreuzlingen) — місто в Швейцарії в кантоні Тургау, центр округу Кройцлінген.
Із населенням понад 20 тисяч осіб Кройцлінген є другим за величиною містом у кантоні Тургау та найбільшим швейцарським населеним пунктом на Боденському озері, що разом із німецьким Констанцом формує агломерацію із загальною кількістю наслення близько 120 тисяч осіб. З іншого боку, з огляду на 54,8 % іноземців, які проживають тут, Кройлінген має один з найвищих у країні показників чисельності зареєстрованих іноземців (поряд із Женевою (48 %), Преньї-Шамбезі (50,4 %) та Лезеном (53,5 %)).

## Географія
Місто розташоване на відстані близько 155 км на північний схід від Берна, 24 км на північний схід від Фрауенфельда.
Кройцлінген має площу 11,5 км², з яких на 48,2 % дозволяється будівництво (житлове та будівництво доріг), 21,4 % використовуються в сільськогосподарських цілях, 27,4 % зайнято лісами, 3 % не є продуктивними (річки, льодовики або гори).

## Демографія
2019 року в місті мешкало 22 188 осіб (+13,5 % порівняно з 2010 роком), іноземців було 54,8 %. Густота населення становила 1929 осіб/км².
За віковим діапазоном населення розподілялося таким чином: 17,9 % — особи молодші 20 років, 63,2 % — особи у віці 20—64 років, 19 % — особи у віці 65 років та старші. Було 10558 помешкань (у середньому 2,1 особи в помешканні).
Із загальної кількості 11 751 працюючого 34 було зайнятих в первинному секторі, 3005 — в обробній промисловості, 8712 — в галузі послуг.